# Liga Asobal 2000-01
La Liga Asobal 2000-01 fue la última edición de esta liga que se celebró con catorce equipos, siendo a partir de entonces de dieciséis. Además, fue la primera temporada en la que se pasó a disputar una única fase en la que los equipos se enfrentaban durante la temporada todos contra todos a doble vuelta. Este año los dos equipos ascendidos fue el BM Altea y Pilotes Posada Octavio.
El defensor del título, el FC Barcelona, finalizó en segunda posición tras perder tres partidos y empatar uno, mientras el Caja España Ademar León se proclamó campeón de liga tras sufrir dos derrotas y ceder dos empates, aventajando en un punto al equipo catalán. El Ademar León consiguió una plaza para la siguiente edición de la Copa de Europa, junto al campeón vigente de la competición, el tercer clasificado de la liga, el Portland San Antonio. La final de la Copa de Europa había enfrentado al segundo y tercer clasificados de la Liga Asobal, al Barcelona y al Portland.

## Clasificación
| Pos | Equipo                        | J  | G  | E | P  | GF  | GC  | Dif  | Pts |
| --- | ----------------------------- | -- | -- | - | -- | --- | --- | ---- | --- |
| 1   | Caja España Ademar León       | 26 | 22 | 2 | 2  | 750 | 613 | 137  | 46  |
| 2   | F.C. Barcelona                | 26 | 22 | 1 | 3  | 790 | 620 | 170  | 45  |
| 3   | Portland San Antonio Pamplona | 26 | 16 | 2 | 8  | 697 | 670 | 27   | 34  |
| 4   | BM. Gáldar                    | 26 | 15 | 3 | 8  | 725 | 673 | 52   | 33  |
| 5   | BM. Ciudad Real               | 26 | 15 | 2 | 9  | 645 | 642 | 3    | 32  |
| 6   | C.BM. Valladolid              | 26 | 13 | 3 | 10 | 747 | 722 | 25   | 29  |
| 7   | C.BM. Granollers              | 26 | 12 | 4 | 10 | 620 | 602 | 18   | 28  |
| 8   | C.D. Bidasoa Irún             | 26 | 11 | 1 | 14 | 616 | 651 | –35  | 23  |
| 9   | C.B. Cantabria Santander      | 26 | 9  | 1 | 16 | 643 | 689 | –46  | 19  |
| 10  | BM. Altea                     | 26 | 7  | 4 | 15 | 590 | 643 | –53  | 18  |
| 11  | S.D. Academia Octavio Vigo    | 26 | 8  | 2 | 16 | 619 | 661 | –42  | 18  |
| 12  | BM. Valencia                  | 26 | 7  | 3 | 16 | 671 | 720 | –49  | 17  |
| 13  | BM. Cangas                    | 26 | 7  | 1 | 18 | 595 | 668 | –73  | 15  |
| 14  | Garbel Zaragoza               | 26 | 3  | 1 | 22 | 600 | 734 | –134 | 7   |

|  | EHF Champions League |
|  | Recopa de Europa     |
|  | Copa EHF             |
|  | Descenso             |